# Solomy Balungi Bossa
Solomy Balungi Bossa (Kampala, 14 april 1956) is een Oegandees jurist. Ze begon haar loopbaan in 1980 als docent in de rechten en was ernaast sinds 1988 advocaat. Vervolgens werd ze rechter van het Gerechtshof van Oeganda en het Oost-Afrikaanse Hof van Justitie en sinds 2003 van het Rwanda-tribunaal.

## Levensloop
Bossa studeerde vanaf 1976 aan de Universiteit van Makerere en slaagde hier in 1979 als Bachelor of Laws. Verder volgde ze nog een aantal cursussen en workshops en verkreeg ze na studie aan het Commonwealth Youth Centre van de Universiteit van Zambia een certificaat in griffie. Van 1980 tot 1997 doceerde ze zelf aan dit centrum en was ze daarnaast van 1988 tot 1997 advocaat.
In 1997 werd ze benoemd tot rechter van het Gerechtshof (High Court) van Oeganda en in 2001 daarnaast van het Oost-Afrikaanse Hof van Justitie in de Tanzaniaanse stad Arusha, tot ze in 2003 aantrad als rechter ad litem van het Rwanda-tribunaal dat zich eveneens in Arusha bevindt. Daarnaast werd ze in 2012 beëdigd tot rechter van het Internationale Residumechanisme voor Straftribunalen, om op oproepbasis lopende zaken af te handelen van het Rwanda-tribunaal en het Joegoslavië-tribunaal.
Sinds 1985 was ze daarnaast actief als raadslid, secretaris en vicevoorzitter voor de Oegandese afdeling van de Internationale Federatie van Vrouwelijke Rechters (FIDA). Verder was ze van 1993 tot 1995 voorzitter van het Oegandese Rechtengenootschap, van 1995 tot 1997 oprichter en voorzitter van het Oost-Afrikaanse Rechtengenootschap en van 1993 tot 1999 oprichter en voorzitter van het Oegandees Netwerk voor Rechten, Ethiek, Hiv en Aids. Ook hiernaast vervulde ze nog verschillende andere voorzittersrollen en was ze sinds 1997 lid van de Internationale Commissie van Juristen.